# Paolo Poeti
Paolo Poeti (Recanati, 4 settembre 1940) è un regista e sceneggiatore italiano.

## Biografia
Iniziò sul finire degli anni 1960 come montatore e assistente alla regia di Ruggero Deodato nei suoi primi film. In seguito è passato alla televisione, dove ha curato numerosi programmi culturali e format musicali, collaborando contemporaneamente alle sceneggiature per film televisivi del regista Luigi Perelli. Per il cinema ha diretto film come l'erotico Inhibition e Ciao nì!, commedia musicale con Renato Zero come protagonista. Tuttavia, la sua attività è maggiormente focalizzata sulla televisione, per la quale ha diretto numerose serie tra cui Senza scampo, Amico mio, Tutti i sogni del mondo, Amiche e Il generale dei briganti.

## Filmografia

### Regista

#### Cinema
- Inhibition (1976)
- Vedrai che cambierà (1977)
- Ciao nì! (1979)

#### Televisione
- Così per caso – varietà TV (Rete 2, 1979)
- Turno di notte – miniserie TV (1981)
- L'occhio di Giuda – miniserie TV (1982)
- Aeroporto internazionale – serie TV (1985-1987)
- Investigatori d'Italia (1987)
- Senza scampo – miniserie TV (1989)
- Quel treno per Budapest – serie TV (1990)
- Per amore o per amicizia – film TV (1993)
- Non siamo soli – miniserie TV (1991)
- Amico mio – serie TV (1993-1998)
- Mamma mi si è depresso papà (1996)
- Paolo e spillo (1996)
- Compagni di branco – film TV (1996)
- Il mistero del cortile – miniserie TV (1999)
- Il rumore dei ricordi – miniserie TV (2000)
- Cuccioli  – miniserie TV (2002)
- Tutti i sogni del mondo – miniserie TV (2003)
- Amiche – miniserie TV (2004)
- Pompei, ieri, oggi, domani (2007)
- Il generale dei briganti – miniserie TV (2012)
- La farfalla granata – film TV (2013)

### Sceneggiatore
- Amico mio (1993)
- Mamma mi si è depresso papà (1996)